# Jardin Luc-Hoffmann
Le jardin Luc-Hoffmann est un espace vert du 19e arrondissement de Paris, dans le quartier de la Villette.

## Situation et accès
Le site est accessible par le passage Marcel-Landowski et depuis la rue du Maroc et la rue de Flandre.
Il est desservi par la ligne 7 à la station Riquet.

## Origine du nom
Il porte le nom de Lukas Hoffmann, dit Luc Hoffmann (1923-2016), un ornithologue, défenseur de l’environnement et philanthrope.

## Historique
Le jardin a été créé en 1967, sous le nom de « jardin de Flandre-Tanger-Maroc », en même temps que l'église Notre-Dame-des-Foyers, qu'il jouxte.  Très dégradé, il a fait l'objet d'une première tranche de modernisation en 2010, qui a permis l'implantation de nouvelles variétés de plantes, d'arbustes et d'arbres. Il a aussi permis plusieurs accès sur une nouvelle voie, nommée le « passage Marcel-Landowski », reliant la rue de Tanger et la rue de Flandre. Il a enfin intégré une partie qui a accueilli de nouveau le jardin partagé « Couleurs et senteurs » qui, depuis septembre 2011, est entré en exploitation et est en cours d'aménagement sous la gestion provisoire de la régie de quartier locale.
La seconde tranche de la modernisation du jardin Flandre-Tanger-Maroc s'est achevée en mai 2013 ; le jardin s'ouvre désormais sur la rue du Maroc et la rue de Flandre, mais n'a pas intégré la mare, prévue à l'origine dans le cadre de la réflexion sur la biodiversité.